# Roger Mas (homme politique)
Pour les articles homonymes, voir Roger Mas et Mas.
Roger Mas, né le 16 avril 1931 à Charleville, mort le 9 août 2009 à Charleville-Mézières, est un homme politique français, député-maire socialiste de Charleville-Mézières.

## Biographie

### Origines et parcours professionnel
Né à Charleville dans une famille modeste d’instituteur de la vallée de la Meuse, il fréquentera l'école primaire des Mazures puis celle de La Tranche-sur-Mer, en Vendée pendant la guerre, et retrouve Charleville-Mézières à la Libération, scolarisé au lycée Chanzy.
De 1949 à 1951, il étudie au CREPS de Roubaix, puis suit en 1951-1952, les cours de l’Institut national des sports.
Maître d'éducation physique à Châlons-sur-Marne, il exerce d'octobre 1952 à novembre 1953 .
Après son service militaire au 3e RG de Charleville, il est nommé en 1955 assistant à la direction départementale de la Jeunesse et des Sports, poste qu'il exerce jusqu'en 1981.

### Carrière politique
Membre des Jeunesses socialistes à partir de 1947, Roger Mas adhère ensuite à la SFIO.
Ami de la famille, le maire de Charleville André Lebon l'inscrit sur sa liste pour l'élection municipal de 1965. Il entre au conseil municipal de Charleville, puis à partir de 1966, siège à celui de la ville unifiée, Charleville-Mézières. Réélu au conseil municipal en 1971, il s'impose en 1976 dans les urnes, élu conseiller général du canton de Mézières-Est, et dans son parti, désigné secrétaire de la fédération PS. Présent en 1977 sur la liste du successeur désigné d'André Lebon à la mairie, Jean Delautre, il se voit confier par celui-ci les fonctions de quatrième adjoint, chargé des affaires sportives.
Quand le 15 novembre 1980, Jean Delautre meurt, Roger Mas lui succède. Six mois plus tard, il devient député de la 1re circonscription des Ardennes (Mézières-Rethel). Sa liste emporte ensuite 53,71 % des voix au deuxième tour des élections municipales de 1983, et 50,5 % des voix au premier tour de celles de 1989. Il perd son siège de député en 1993 au profit du maire UDF de Rethel, Michel Vuibert, qu'il avait battu de quelques voix en 1988.
Quittant le Parti socialiste en 1995, regrettant « une formation politique où le sectarisme, le tout idéologique, la lutte pour le pouvoir fermaient tout horizon », il affronte la liste PS-PCF aux municipales dont la tête de liste est Lucien Bauchart, et gagne au second tour. Le 27 avril 1998, poussé vers la sortie par son premier adjoint, Louis Auboin, Roger Mas annonce son départ de la mairie, et son retrait de la vie politique. Il apporte cependant publiquement son soutien lors des municipales de 2001 à la députée socialiste Claudine Ledoux, candidate contre le maire sortant, Louis Auboin. Claudine Ledoux l'emporte,.
À la tête de Charleville-Mézières, il a bâti, parfois contre sa majorité, la patinoire de la Warenne, la caserne des pompiers et la salle polyvalente Bayard, a créé le Musée de l'Ardenne, et a donné naissance au Pôle haute-technologie du Moulin Le Blanc. Il a également travaillé à conserver dans sa ville l'usine Ford face aux menaces de délocalisation en en faisant l'un pôle européen important du constructeur américain. Il a également instauré avant la loi Aubry, les 35 heures de travail hebdomadaire pour les employés municipaux,.

## Mandats
- Conseiller municipal de 1965 à 1980
- Secrétaire de la fédération du PS de 1976 à 1979
- Conseiller général du canton de Mézières-Est de 1976 à 1982
- Maire de Charleville-Mézières de 1980 à 1998.
- Député de la 1re circonscription (Mézières-Rethel) de 1981 à 1993.

## Distinctions
- Chevalier des Palmes académiques et du Mérite sportif
- Titulaire de la médaille d'argent de la Ligue régionale d'athlétisme
- Grand commandeur de l'Ordre de Léopold
- Médaille d'honneur de la Fédération nationale des sapeurs-pompiers de France
- Chevalier de la Légion d'honneur (décoré en 1998 par Pierre Mauroy)